# Corticarina riedeli
Corticarina riedeli is een keversoort uit de familie schimmelkevers (Latridiidae). De wetenschappelijke naam van de soort werd in 1991 gepubliceerd door Johnson.